# Херефордширский лёгкий пехотный полк
Херефордширский лёгкий пехотный полк (англ. Herefordshire Light Infantry Regiment) — пехотный полк Британской армии, существовавший с 1861 по 1967 годы. Является правопреемником роты E 4-го батальона Мерсийского полка. Несмотря на название, не связан с 36-м Херефордширским пехотным полком; фактически в документах назывался батальоном, несмотря на размер.

## История
В 1861 году был образован 1-й управленческий батальон Херефордширских и Рэдноширских стрелков-добровольцев, включавший в себя военнослужащих с 1-го по 8-й Херефордширских стрелковых добровольческих корпусов и с 1-го по 3-й Рэдноширских стрелковых добровольческих корпусов, которые участвовали в Крымской войне. В 1880 году он был переименован в 1-й Херефордширский (Херефорда и Рэднора) стрелковый добровольческий батальон, а корпуса стали называться ротами; с 1881 года он стал добровольческим батальоном Его Величества (Шропширская лёгкая пехота). В 1908 году переведён в силы Территориальной обороны под названием Херефордширского батальона Его Величества (Шропширской лёгкой пехоты; без учёта Рэдноширских рот), а с 1909 года носил имя 1-го батальона, Херефордширского полка.
В годы Первой мировой войны полк включал в себя три батальона: 1-й сражался под Галлиполи, в Египте и Палестине, а в конце войны и на территории Франции. Во Вторую мировую войну 1-й батальон разделили на 1/1-й и 1/2-й батальоны: первый из них участвовал в боях во Франции в 1944 году, второй числился в Территориальных войсках Великобритании и нёс службу на Британских островах. В 1947 году батальоны снова объединили в 1-й батальон Херефордширской лёгкой пехоты, а в 1967 году полк был официально упразднён.
Правопреемниками полка стали две роты Территориальной армии: рота C (Херефордширская) лёгкой добровольческой пехоты и рота B (Херефордской лёгкой пехоты) Его Величества Шропширской и Херефордширской лёгкой пехоты. После серии переименовываний и реорганизаций официальным правопреемником в наши дни стал Херефордский взвод (роты E, 4-го батальона Мерсийского полка), известный также как отделение H (Херефордское) Королевского мерсийского и ланкастерского йоменства.